# プレシジョン・メディシン
プレシジョン・メディシン（Precision Medicine、日本語：精密医療）とは、患者の個人レベルで最適な治療方法を分析・選択し、それを施すことである。最先端の技術を用い、細胞を遺伝子レベルで分析し、適切な薬のみを投与し治療を行うこと。2015年1月20日のオバマアメリカ合衆国大統領の一般教書演説において、“Precision Medicine Initiative”が発表され、世界的にも注目されている。プレシジョン・メディシン（Precision Medicine）と類似した言葉として、Personalized Medicine（個別化医療）がある。

## 概要
いわば各個人に応じたオーダーメイド治療であり、これまでの医学ではそれらを特定することが困難であったため、ある疾患にはこの治療という型にはまった治療法しかなかったものが、医学の進歩でそれが可能になった。特に、がん患者のがん遺伝子を調べ、選択的な治療薬の投与を行い、乳がん、肺がんなどで実績を上げている。このため効果の期待できない薬の副作用を回避できるが、同時に遺伝子検査を受けても対応できる薬が見つからないケースも存在する。しかし、現在では薬の開発から1 − 2年という短期間で臨床試験に移行することも多く、診断時に薬が見つからなくても時間の経過とともに、新薬が開発・使用される可能性もあり、ある大学では遺伝子検査を受けた患者さんとコミュニケーションを取り、ケアを行うメディカルコンシェルジュという職種も存在する。アメリカではプレシジョン・メディシンはすでに一般的な選択となってきており、遺伝子検査をしても原因が特定できない患者にはワトソンというAI (人工知能) に、すでに世間に出回っている数々の論文を読み込ませ、この異常にはこの原因の可能性が高いということまでもがわかるようにもなっている。

## アメリカ
アメリカではすでにパーソナライズ・メディシン（Personalized Medicine）が存在し、バイオテクノロジーに基づき患者の個別診断と、治療に影響を及ぼす環境要因などを考慮し、数ある医療方法から患者に適した治療法を抽出・提供する考え方があった。しかし、患者1人1人に適した治療法を検討・提供することは、極めて有効な医療方法ではあるが、同時に医療費の高騰につながり、これまで以上に高額な医療費を負担できる富裕層のみが享受できうるものであった。いわゆるオバマケア（医療保険制度改革）や医療費高騰抑制施策などの医療制度改革を推進するアメリカ政府にとって、パーソナライズ・メディシンをすべての国民に適用させることは、医療コストの増大を意味し、費用対効果の観点からは極めて非効率であるのに対し、プレシジョン・メディシンは、患者を“特定の疾患にかかりやすい集団(subpopulation)”に分類し、その集団ごとの治療法や疾病予防を確立し提供するもので、費用対効果で優位であり、富裕層のみならず広く中間層や低所得者層へも効果が及ぶもので、医療制度改革の一環として登場した。

## 日本
2013年、国立がん研究センター東病院をはじめ、約200の病院と約10社の製薬会社による、「SCRUM-Japan」というプロジェクトが始められた。進行した肺がん、大腸がんなどを中心に、がん細胞の遺伝子変異を分析し、もっとも効果が期待できる薬の投与を行う。患者3000人が参加、うち3分の1の患者に薬が効く可能性がある遺伝子変異が見つかり、約100人が臨床試験に入った。参加する施設は全国への広がりを見せている。